# Azraq
.

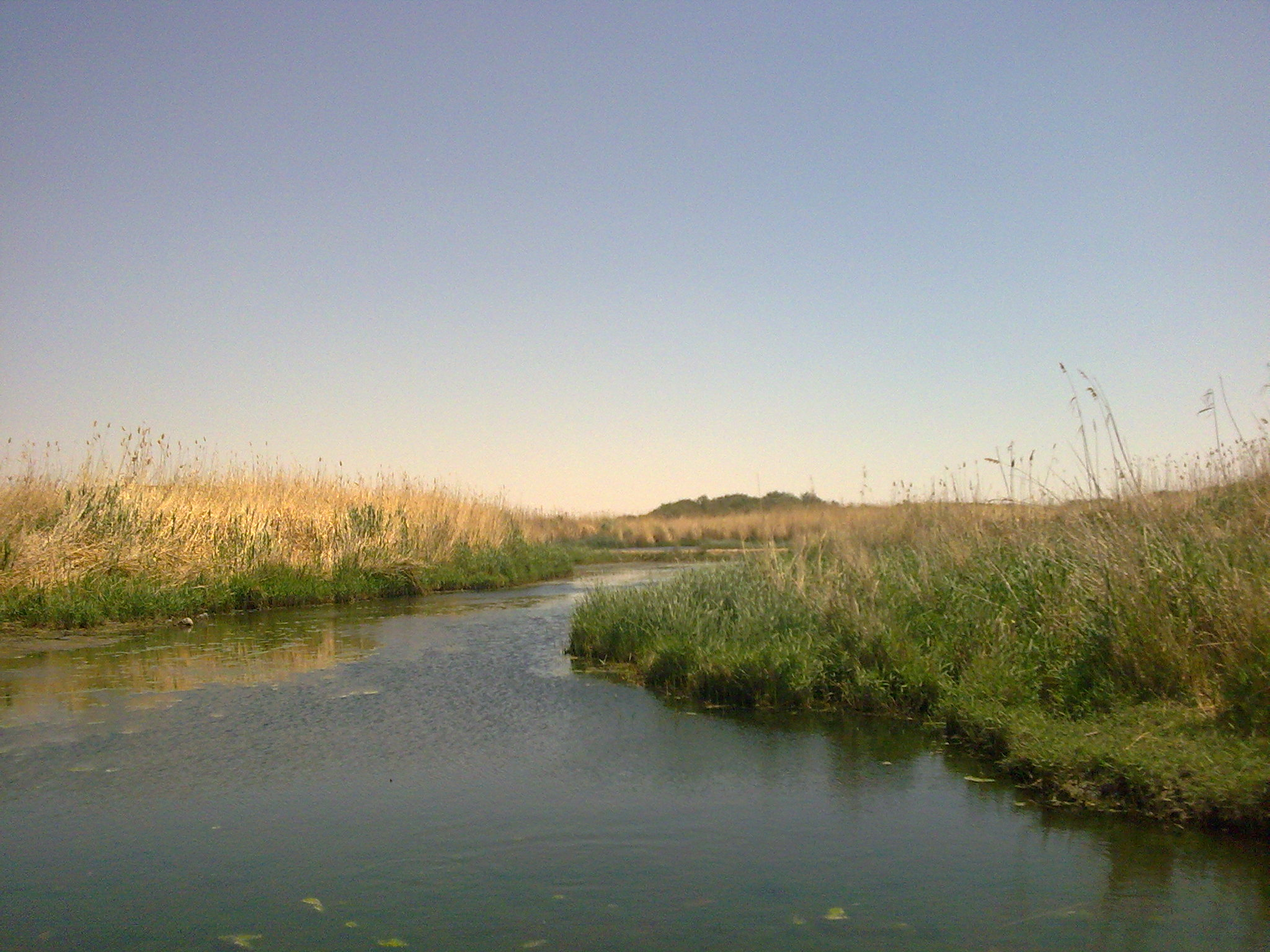
Vista del humedal de Azraq.

Azraq es una pequeña ciudad de la Gobernación de Zarqa, en el centro oriental de Jordania, a 100 km al este de Amán. Tenía una población en 2004 de 9.021 personas, de los cuales el 84,5 por ciento eran jordanos. 
Gracias a su oasis, Azraq es un importante asentamiento en esta remota y árida región de Jordania. Muestra de ello es el importante castillo, el Qasr Al Azraq que existe desde los tiempos de los nabateos, aunque su aspecto actual se debe a los mamelucos.
El oasis tiene una larga historia que empieza en el Paleolítico inferior, documentado en la Azraq Wetlands Reserve, literalmente, "Reserva de los Humedales de Azraq". También hay restos del Epipaleolítico y de los asentamientos nabateos. El humedal se encuentra en Azraq al-Janoubi, al sur de la ciudad, tiene 12 kilómetros cuadrados y es un punto de descanso para las aves migratorias. En 1992, se secó la fuente que llenaba los humedales y los pájaros marcharon a otro lugar. En la actualidad, se vierte agua artificialmente para mantener el sitio turístico.
Desde tiempos muy antiguos, Azraq ha sido lugar de paso de las caravanas de camellos, que saciaban su sed en el oasis, cargados con especias de Arabia, Mesopotamia y Siria. Millones de pájaros que viajaban entre África y Eurasia encontraban aquí un reposo. En la década de 1960, sin embargo, el agua empezó a ser bombeada para abastecer a Amán, hasta que en 1992, el humedal se secó. Murieron todos los búfalos de agua que aquí había y las aves de desviaron al mar de Galilea. Con las aportaciones de agua que se realizan actualmente solo se puede recuperar el 10 por ciento del humedal. Basta decir, que las aves se han reducido de 347.000 en 1967, a 1.200 en el año 2000.

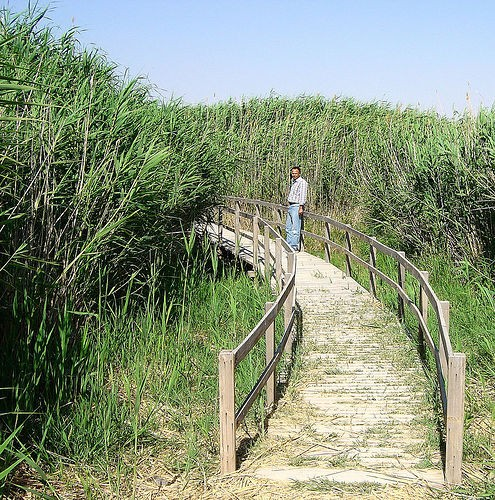
Cañaverales en la Reserva de Shaumari

Azraq tiene otras sorpresas, ya que aquí se encuentra también la Reserva de Vida Salvaje de Shaumari (Shaumari Wildlife Reserve), creada en 1975 por la Royal Society for the Conservation of Nature con el fin de proteger a las especies en extinción de los desiertos del país. Sólo tiene 22 kilómetros cuadrados en los que se pueden ver el oryx de Arabia, el onagro, la gacela persa y el avestruz.